# Episodi di Ken il guerriero 2
Questa è la lista degli episodi di Ken il guerriero 2, serie televisiva anime realizzata da Toei Animation e basata sul manga Ken il guerriero scritto da Buronson e disegnato da Tetsuo Hara. È un sequel diretto di Ken il guerriero, serie trasmessa in 109 episodi dall'11 ottobre 1984 al 5 marzo 1987 (una settimana prima dell'inizio di Ken il guerriero 2). La serie, trasmessa in 43 episodi dal 12 marzo 1987 al 18 febbraio 1988, copre gli eventi del manga dal capitolo 137 al 210, mentre i restanti non furono mai adattati. L'edizione italiana è stata mandata in onda per la prima volta tra il 1988 e il 1989, su televisioni locali per i primi 16 episodi e su Junior TV per i successivi.
| Nº | Titolo italiano Giapponese 「Kanji」 - Rōmaji - Traduzione letterale | In onda           | In onda |
| Nº | Titolo italiano Giapponese 「Kanji」 - Rōmaji - Traduzione letterale | Giapponese        |         |
| 1  | ...e la vita continua 「時は流れ 時代がまた動いた・・・・!!」 - Toki wa nagare Jidai mata ga ugoita...!! – "Il tempo scorre! Quest'epoca è nuovamente cambiata...!" | 12 marzo 1987     |         |
| 1  | Sono passati alcuni anni dal duello finale di Kenshiro e Raoul e le barbarie sono notevolmente diminuite. Una nuova tirannia ha però preso il posto di quella del Re di Hokuto: quella dell'Imperatore, che sotto il comando del viceré Jako sta assoggettando le genti. A quest'ultima minaccia si oppone l'Armata di Hokuto, un gruppo di guerriglieri comandati da Bart, Lynn, ormai cresciuti, e Rihaku. Kenshiro sembra però essere morto e la sua tomba è custodita dai crudeli Zonko e Zarji, che non vogliono che nessuno vi si avvicini. Un giorno però, un bambino di nome Aru vede un uomo ferito e stanco che entra nel villaggio. |                   |         |
| 2  | Ritorno di fiamma 「あいつはいつ目覚めるのか････?」 - Aitsu wa itsu mezameru no ka....? – "Quando si sveglierà...?" | 19 marzo 1987     |         |
| 2  | Aru si prende cura del misterioso individuo, trovandogli un posto dove stare e qualcosa da mangiare. In città arriva però l'ufficiale giudiziario imperiale Gronko, a caccia di ribelli, che uccide il padre di Aru, Jack, e altri abitanti del villaggio. Allora, l'uomo misterioso rivela la sua vera identità: si tratta di Kenshiro, che è ancora vivo ed è finalmente tornato. Ken vendica Aru sconfiggendo Gronko e facendo tornare nel cuore di tutti la speranza. |                   |         |
| 3  | La salvezza viene dal nord 「救世主、北より来たる!!」 - Kyūseishu, kita yori kitaru!! – "Il re salvatore del secolo viene dal nord!" | 26 marzo 1987     |         |
| 3  | Ken elimina Zonko e Zarji e distrugge la propria tomba falsa. Intanto il viceré Jako ordina la cattura dei ribelli capeggiati da Lynn e Bart. Il crudele governatore Bask, insieme al suo braccio destro Barona, cattura una giovane coppia e decide di giustiziarli, facendo credere agli abitanti della città che si trattino di Lynn e Bart. Al momento dell'esecuzione nell'arena, interviene però Kenshiro a cavallo di Re Nero, che elimina Barona con un colpo solo e dopo un breve scontro anche Bask. Lynn e Bart, presenti, corrono subito ad abbracciare il loro eroe. |                   |         |
| 4  | Cacciatori di taglie 「謎の賞金稼ぎアイン！ 俺がケンシロウの首をとる!!」 - Nazo no Shōkinkazegi Ain! Ore ga Kenshirō no kubi wo toru!! – "L'accanito cacciatore di taglie! Costui è il sorprendente Ain!" | 2 aprile 1987     |         |
| 4  | L'armata di Hokuto arriva in un distretto governato dal grasso e perfido Geira, il quale decide di offrire, oltre ad un sacco di soldi, una delle terre dell'impero a colui che catturerà Kenshiro. Il cacciatore di taglie Ain decide di farsi avanti per battere Kenshiro, ma quest'ultimo ha la meglio e decide di risparmiare Ain quando viene a sapere che questi "ha una donna". Dopodiché, Ken sconfigge anche Geira e l'armata di Hokuto si dirige vittoriosa verso un altro distretto. |                   |         |
| 5  | La scuola imperiale di Cento 「また一つ暗殺拳！ その名は元斗皇拳!!」 - Mata hitotsu ansatsuken! Sono na wa Gento Kōken!! – "La temuta Scuola di Cento! Il generale della luce purpurea ha cominciato a muoversi!" | 9 aprile 1987     |         |
| 5  | Il viceré Jako ha convocato i generali della scuola imperiale di Cento e ha ordinato loro di trovare ed uccidere Kenshiro e chiunque sia legato a Hokuto. Il primo a farsi avanti è Soria della Luce Purpurea, che si dirige nel villaggio di Mamiya e uccide il decano, intento a scolpire i volti dei guerrieri passati di Hokuto e Nanto in una parete rocciosa. Kenshiro arriva quando il villaggio è già stato in parte distrutto, ma riesce in tempo a salvare Mamiya e Aily e sconfiggere Soria dopo un concitato scontro. Intanto, Bart libera con l'armata un altro distretto, dove fa la conoscenza dei fratelli Harn, imprigionati in un blocco di cemento armato.                                                                            |                   |         |
| 6  | L'armata di Hokuto 「天帝怒る！ファルコ、北斗を地上より根絶やしにせよ!!」 - Tentei ikaru! Faruko, Hokuto o chijō yori nedayashi ni seyo!! – "L'ira dell'Imperatore! Falco, estirpa Hokuto dalla faccia della terra!" | 23 aprile 1987    |         |
| 6  | L'armata di Hokuto si scontra con il generale Falco della Luce Dorata e il suo esercito, mentre Kenshiro, lasciato il villaggio di Mamiya e seguito alle costole da Ain, si imbatte in Shoky della Luce Rossa. Ken, dopo un breve scontro con Shoky, si accorge di conoscere già il suo avversario e gli ritorna così in mente di quando lui e Julia furono accolti nel suo villaggio per trascorrere serenamente gli ultimi giorni insieme. Shoky lascia quindi passare Ken, mentre Falco, sconfitta l'intera armata, si appresta ad eliminare Lynn, ma visibilmente scosso, come se conoscesse già la ragazza. |                   |         |
| 7  | I falchi di Nanto 「南斗の魂燃ゆ！ 壮絶ハーン兄弟!!」 - Nanto no Tamashii moyu! Sōzetsu Hān Kyōdai! – "L'anima di Nanto brucia! Gli eroici fratelli Harn!" | 7 maggio 1987     |         |
| 7  | Proprio mentre Falco sta per eliminare Lynn, i fratelli Harn vengono liberati dal blocco di cemento e si precipitano in battaglia. I due rivelano di essere maestri di Nanto e attaccano Falco minacciandolo con una bomba. Gil muore nel tentativo di farla detonare, mentre Haz la colpisce con una testata. La bomba esplode, ma Falco è ancora vivo, infatti i suoi soldati si sono sacrificati facendogli da scudo. Il generale dorato si allontana dal campo di battaglia, proprio mentre Kenshiro arriva a cavallo di Re Nero. |                   |         |
| 8  | Quando si vuole bene... 「アイン危うし！ 愛する女に魔の手が伸びた!!」 - Ain Ayaushi! Aisuru onna ni ma no te ga nobita!! – "Ain in pericolo! Le mani del diavolo si sono allungate sulla donna amata!" | 14 maggio 1987    |         |
| 8  | Bart inizia a stringere una sorta di amicizia con Ain, tanto da indurlo alla fine a lasciare la sua carica di cacciatore di taglie al servizio dell'impero ed entrare nell'armata di Hokuto. Il crudele Barone non sopporta la diserzione e fa rapire Asuka, la donna di Ain, che si rivela essere in realtà una bambina da lui presa in adozione alla morte della madre. Ain viene tradito dal compagno Len, che prende in ostaggio la bambina, ma l'intervento di Ken metterà a posto le cose. |                   |         |
| 9  | La capitale dell'Impero 「元斗の猛将ファルコ！ そこにはラオウの影が････」 - Gento no mōshō Faruko! Soko ni wa Raō no kage ga... – "Falco, il violento generale di Cento! Lì c'è l'ombra di Raoul!" | 28 maggio 1987    |         |
| 9  | Falco viene chiamato a rapporto dal viceré Jako, il quale inveisce sul generale per non essere stato in grado di spazzare via l'armata di Hokuto. Interviene allora Shoky della luce rossa, che attacca Jako non riuscendo a sopportare oltre le angherie del viceré, ma viene fermato dallo stesso Falco. Dopo il tentato omicidio, Falco colpisce Shoky in un punto segreto che lo fa apparire morto per poi cercare di farlo uscire dalla capitale insieme agli altri cadaveri. Lo stratagemma viene intuito da Jako e Borz della luce azzurra trafigge la bara che contiene Shoky con una delle sue lance, uccidendolo. Il cadavere viene recuperato da Ken, che, furioso, si dirige verso la capitale.                                              |                   |         |
| 10 | L'ultimo ostacolo 「帝都にこだます天帝の泣き声！ ファルコはいずこに････」 - Teito ni kodamasu Tentei no nakigoe! Faruko wa izuko ni... – "Nella capitale risuona il pianto dell'Imperatore! Falco, cosa vuoi fare?" | 4 giugno 1987     |         |
| 10 | Kenshiro arriva alla capitale imperiale e sconfigge in breve tempo Borz della luce azzurra, vendicando così in parte Shoky. Falco, intanto, spiega a Saiya e Myu il destino della sua scuola, del suo incontro con Raoul e il fatto che Jako tiene imprigionato l'imperatore. Ken irrompe nella capitale e Falco si precipita ad affrontarlo, lasciando a Myu e Saiya il compito di far esplodere l'intera capitale nel caso il generale risultasse sconfitto. Inizia lo scontro finale e i cieli si spaccano in due. |                   |         |
| 11 | L'imperatore 「ついに天帝の正体が見えた!!」 - Tsui ni Tentei no shōtai ga mieta!! – "Finalmente ho capito chi è l'imperatore!" | 11 giugno 1987    |         |
| 11 | Mentre lo scontro tra Ken e Falco infuria, Bart, Lynn e Ain entrano nel castello di Jako e lo attaccano per eliminarlo. Tige arriva in tempo per impedire loro di uccidere il viceré e i tre precipitano in una trappola attivata da Jako in cui finiscono anche Saiya e Myu, dei quali erano state svelate le intenzioni. Nella profonda botola, Lynn e gli altri incontrano finalmente l'imperatore: si tratta di Luise, sorella gemella di Lynn che Jako tiene imprigionata dal giorno della sua nascita. |                   |         |
| 12 | La signora dei cieli 「アインの挽歌！ 誇りをすてて生きるより熱き死を!!」 - Ain no Banka! Hokori wo sutete ikiru yori atsuki shi wo!! – "Canto funebre per Ain! Meglio una morte dignitosa che una vita da perdente!" | 25 giugno 1987    |         |
| 12 | Jako innesca delle bombe che fanno crollare il soffitto della grotta al fine di uccidere Lynn e Luise, ma Ain fa scudo col suo corpo e protegge le due sorelle; indebolito dall'impatto riesce comunque coi suoi pugni ad aprire un varco e portare in salvo i prigionieri, morendo però dissanguato per lo sforzo. All'esterno Jako ordina ai soldati di colpire coi cannoni Ken e Falco già stremati dalla loro lotta, proprio mentre Bart e gli altri giungono sul campo di battaglia. |                   |         |
| 13 | Rapimento 「帝都崩壊！ ジャコウ、せめて地獄で夢を見よ!!」 - Teito hōkai! Jakō, semete jigoku de yume wo miyo!! – "La distruzione della capitale! All'inferno cerca almeno di sognare!" | 9 luglio 1987     |         |
| 13 | Ken protegge Falco dall'attacco di Jako, mentre quest'ultimo rimasto solo, viene ucciso dal generale d'oro che può finalmente vendicarsi e riabbracciare l'imperatrice. Nel frattempo Tige che ha abbandonato Jako, attiva il congegno esplosivo di Falco per distruggere il palazzo imperiale e rapisce Lynn: il suo scopo è di attraversare l'unico mare rimasto al mondo per raggiungere la terra dei demoni. |                   |         |
| 14 | Pirati 「果てしなき試練！ ケンシロウ海を渡る!!」 - Hateshinaki shiren! Kenshirō umi wo wata!! – "Prove senza fine! Kenshiro attraversa il mare!" | 16 luglio 1987    |         |
| 14 | Ken e Falco partono immediatamente per l'isola dei demoni. Ken s'imbatte in un gruppo di pirati e ingaggia una breve lotta col Orca Rossa: costui gli racconta di aver tentato in passato con i suoi cento uomini di conquistare la terra di demoni, venendo però sconfitto da un demone quindicenne. Nel frattempo Falco appena giunto sull'isola incontra Tige moribondo il quale prima di morire lo informa che Lynn è stata rapita dai demoni ed è destinata ad essere la donna di uno di loro; anche Ken giunge a destinazione e dopo aver eliminato due demoni, trova Falco in fin di vita. |                   |         |
| 15 | La terra dei demoni 「何が待つ暗黒大陸！ そこは伝説の修羅の国!!」 - Nani ga motsu ankoku tairiku! Soko wa densetsu no Sura no Kuni!! – "Cosa mi aspetta nel continente oscuro? Quella è la leggendaria Terra dei Demoni!" | 23 luglio 1987    |         |
| 15 | Il demone che ha attaccato Falco viene allo scoperto: si tratta dello stesso di cui parlava il pirata Orca Rossa. Ken vorrebbe combattere ma Falco, conscio di avere poco da vivere, lo supplica di stimolare il suo punto segreto per recuperare le forze e potersi vendicare. Così dopo una dura battaglia il generale d'oro riesce ad eliminare il nemico grazie alla "mano d'oro che uccide". Nel frattempo Lynn è stata portata da un uomo misterioso di nome Boro al cospetto del demone Kaiser, il quale la informa che verrà data in moglie al vincitore di un combattimento mortale che si sta svolgendo nel suo palazzo. Infine un piccione porta a Falco la notizia che Myu aspetta un figlio e che quindi la scuola Cento non si estinguerà. |                   |         |
| 16 | Killer 「善か悪か? 謎の北斗琉拳現わる!」 - Zen ka aku ka? Nazo no Hokuto Ryūken arawaru! – "In cielo brilla un'altra Orsa Maggiore!" | 30 luglio 1987    |         |
| 16 | Ken raggiunge il luogo dove Lynn è tenuta prigioniera, qui affronta Alf il demone della clessidra che sconfigge senza problemi; intanto l'uomo di nome Boro rivela la sua vera identità: si tratta di Orca, figlio del pirata Orca Rossa il quale è conosciuto come il killer e appartiene alla Scuola di Hokuto Ryuken (Hokuto Gemmy in italiano), un'antica scuola nata parallelamente a quella di Hokuto. Orc porta con sé Lynn, ma viene intercettato da Kaiser che si appresta a sfidarlo. |                   |         |
| 17 | Amore rubato 「あえて世紀末に愛を説く！ その名はレイア!!」 - Aete seikimatsu ni ai o toku! Sono na wa Reia!! – "Qui vivono gli uomini più forti e crudeli! Questo non è posto per te!" | 13 agosto 1987    |         |
| 17 | Ken conosce Tao e sua sorella Leia due amici di Orca; Leia racconta a Ken come la scuola di Hokuto Ryuken sia un'arte diabolica e che quindi vada annientata. Orca sconfigge Kaiser dopo una dura lotta ma quest'ultimo prima di morire lo mette in guardia dai tre demoni più potenti che vivono sull'isola: Orca infatti è deciso a consegnare Lynn al terzo demonio Han per costringerlo ad affrontare Kenshiro in un duello mortale. |                   |         |
| 18 | Neve rosso sangue 「羅将ハン! お前は白き雪も紅に染める男!!」 - Rashō Han! Omae wa shiroki yuki mo kurenai ni someru otoko!! – "Generale Han! Tu sei l'uomo che tingerà di rosso anche la bianca neve!" | 20 agosto 1987    |         |
| 18 | Giunto al castello di Khan, Orca lo affronta ma la superiorità del terzo demonio è evidente; il giovane cede così Lynn al nemico sicuro che Ken arriverà a salvarla. Infatti poco dopo il successore della scuola di Hokuto giunge per battersi con il demonio: i due si scambiano i primi colpi mentre comincia una fitta nevicata. |                   |         |
| 19 | Il ritorno di Raoul 「修羅の国に救世主伝説走る！ その名はラオウ!!」 - Shura no Kuni ni kyūseishuu densetsu hashiru! Sono na wa Raō!! – "La leggenda del re salvatore del secolo percorre la Terra dei Demoni. Il suo nome è Raoul!" | 27 agosto 1987    |         |
| 19 | Lo scontro tra Kenshiro e Han prosegue senza esclusione di colpi, ma quando Ken usa il "colpo libera energia", Orca che sta assistendo allo scontro, convince i sudditi di Han che lo sfidante del loro capo sia Raoul. Così allarmati, i soldati inondano il fiume con l'acqua rossa che annuncia l'arrivo del re di Hokuto. |                   |         |
| 20 | Casa, dolce casa 「暴かれたケンシロウの秘密! 修羅の国は母の国!!」 - Abakareta Kenshirō no himitsu! Shura no Kuni wa haha no kuni!! – "L'esplosivo segreto di Kenshiro! La Terra dei Demoni è la terra di mia madre!" | 3 settembre 1987  |         |
| 20 | Han rivela a Ken di essere anche lui originario di quell'isola. Altrove Leia e Tao incontrano il maestro dell'Hokuto Ryuken, Jukei il quale afferma che l'unico in grado di battere i demoni sia Raoul. Intanto Ken sembra soccombere al suo avversario quando Han gli paralizza le gambe; tuttavia quando sta per sferrare il colpo decisivo, si accorge di stare perdendo la vista: il successore della scuola di Hokuto ne approfitta così per colpirlo e sconfiggerlo. Prima di morire, Han consiglia a Ken di andarsene perché non riuscirà mai a battere il secondo demonio Hyo. Ken decide di rimanere ma ordina a Lynn di tornare a casa insieme a Orca.                                                                                         |                   |         |
| 21 | Il liberatore 「非情の予言! ケンシロウ, お前は救世主になれない!!」 - Jijō no yoban! Kenshirō, omae wa kyūseishu ni narenai!! – "Predizione spietata! Kenshiro, tu non puoi diventare il re salvatore del secolo!" | 10 settembre 1987 |         |
| 21 | Convinti dell'arrivo di Raoul, alcuni abitanti dell'isola irrompono in un castello nemico per liberare i loro figli tenuti prigionieri, ma qui vengono massacrati dal demone Buron che utilizza un boomerang per decapitare le sue vittime. Intanto Ken ripensa all'amico Falco e a come abbia potuto avere origine la Scuola Hokuto Ryuken; infine raggiunge il luogo prima citato e affronta il demone sconfiggendolo. |                   |         |
| 22 | I sette cavalieri 「馬上の勇士ロック! 俺はケンシロウを信じない!!」 - Bajō no yūshi Rokku! Ore wa Kenshirō wo shinjinai!! – "Rock, l'eroe a cavallo! Io non credo in Kenshiro!" | 17 settembre 1987 |         |
| 22 | Sette uomini vestiti da cowboy (che si presentano come "l'armata di Raoul" con a capo Rock), liberano alcuni prigionieri da un campo nemico; qui vengono aiutati da Ken che li salva dall'attacco di Shie, un demone granchio. A fine episodio il secondo demonio Hyo giura di vendicare Han. |                   |         |
| 23 | La leggenda continua 「問答無用の男達! 遂に荒野の七人がケンを襲う!!」 - Mondō muyō no otokotachi! Tsui ni kōta no shichini ga Ken wo asō!! – "Uomini senza dubbi! I sette uomini della terra arida attaccano Ken!" | 24 settembre 1987 |         |
| 23 | Il crudele Gamon un demone scorpione prende come ostaggio alcuni abitanti e ordina a Rock e compagni di uccidere Ken. Intanto quest'ultimo viene a sapere che la madre di Rock fu uccisa da un demone e decide quindi di aiutare il ragazzo, sconfigge Gamon e libera gli ostaggi: sarà lui il salvatore che continuerà la leggenda di Raoul. |                   |         |
| 24 | Lotta impari 「ロック死の伝達! ケンシロウ友の命を受けとめよ!!」 - Rokku shi no dentatsu! Kenshirō tomo no inochi o uketomeyo!! – "La comunicazione della morte di Rock! Kenshiro, ricevi la vita degli amici!" | 1º ottobre 1987   |         |
| 24 | Rock e compagni incontrano il maestro Jukei il quale rivela loro che Kenshiro e Hyo sono fratelli, e che la loro forza si equivale. Allarmati, i sette guerrieri decidono di affrontare direttamente il secondo demonio: la battaglia è breve e dopo un iniziale vantaggio "l'armata di Raoul" viene sterminata; soltanto Rock sopravvive ma muore prima di poter avvertire Ken della parentela che lo lega a Hyo. Infine il primo demonio Kaio fa la sua comparsa. |                   |         |
| 25 | Maestro e discepolo 「新世紀創造主宣言! 俺の名は魔神カイオウ!!」 - Shinseiki sōzōshu sengen! Ore no na wa Majin Kaiō!! – "Segui la tua strada! Non deludere chi ha fiducia in te!" | 8 ottobre 1987    |         |
| 25 | Jukei saputo della morte di Rock, si reca di persona al palazzo di Hyo nel tentativo di fargli recuperare la memoria che lui stesso aveva cancellato. Altrove Orca (che è rimasto sull'isola con Lynn) consegna la ragazza al demonio Kaio mentre Ken affronta il demonio Gamereo eliminandolo facilmente. |                   |         |
| 26 | Il colpo segreto 「悪魔の封印! それが北斗宗家二千年の悲劇を語る!!」 - Akuma no fūin! Sore ga Hokuto Sōke nisennen no higeki wo kataru!! – "Il sigillo del demone! Racconta i duemila anni di Scuola di Hokuto!" | 15 ottobre 1987   |         |
| 26 | Lo scontro tra Hyo e Jukei è terribile: il maestro racconta di come l'Hokuto Ryuken lo abbia trasformato in un assassino costringendolo ad uccidere sua moglie e sua figlia. Intanto Ken informato da Orca, raggiunge il castello di Kaio e attacca il nemico, ma il demonio gli spiega che senza conoscere il "colpo segreto" non potrà mai batterlo. |                   |         |
| 27 | Pericolo mortale 「弟ケンの危機! やさしきヒョウよ今こそ心を開け!!」 - Otōto Ken no kiki! Yasashiki Hyō yo imakoso kokoro wo hirake!! – "Il fratello Ken è in pericolo! Il calmo Hyo apre ora il suo cuore!" | 22 ottobre 1987   |         |
| 27 | Le due battaglie volgono al termine: Jukei non riesce a far ritornare la memoria al suo allievo in quanto la mente di Hyo è stata manipolata da Kaio; il maestro viene così ucciso. Al castello di Kaio invece, il demonio riduce in fin di vita Kenshiro, il quale si dimostra impotente dinanzi ai colpi dell'avversario. |                   |         |
| 28 | Il ritorno del pirata rosso 「処刑台のケンシロウ! 遂に天は海神を走らせた!!」 - Shokeidai no Kenshirō! Tsui ni ten wa kaijin o hashiraseta!! – "Orca, figlio mio! Guarda questo pirata!" | 29 ottobre 1987   |         |
| 28 | Kenshiro sta per essere giustiziato da Kaio,ma Orca interviene a salvarlo. Quando tutto sembra perduto, il pirata Orca Rossa (giunto sull'isola con i suoi) riesce a indebolire Kaio lanciandogli contro una botte piena di acido solforico, salvando così i due combattenti. Tuttavia il demonio sopravvive e colpisce a morte il pirata, il quale si spegne tra le braccia del figlio Orca. |                   |         |
| 29 | Il sacrificio dei pirati 「カイオウつかの間の勝利宣言! 北斗の幻が彼を襲う!!」 - Kaiō tsuka ma no shōri senban! Hokuto no maboroshi ga kare wo asou!! – "La distruzione dei demoni battaglieri! Questo è il sangue della dinastia di Hokuto!" | 5 novembre 1987   |         |
| 29 | Per permettere a Orca di portare in salvo Ken (ancora incosciente), i pirati si sacrificano contro Kaio. Quest'ultimo riesce però a raggiungere il ragazzo e sta per ucciderlo, quando viene immobilizzato dalla figura dello Spirito della Dinastia di Hokuto,apparso per proteggere Ken. Orca riesce ad allontanarsi e decide di aiutare il successore di Hokuto nella lotta contro i demoni. |                   |         |
| 30 | Prova di amicizia 「運命の出会いヒョウとケン! いまだ兄は弟を知らず!!」 - Unmai no deai Hyō to Ken! Ima da ani wa otōto wo shirazu!! – "L'incontro deciso dal destino fra Hyo e Ken! Il fratello maggiore non ha ancora riconosciuto il fratello minore!" | 12 novembre 1987  |         |
| 30 | Orca nasconde Ken in una bara, e sta per essere scoperto quando un uomo di nome Yasha lo salva. Intanto Lynn, ancora prigioniera di Kaio, viene ospitata da sua sorella Sayaka, che è anche la ragazza di Hyo. Il secondo demonio trova Orca e il giovane decide di donargli l'occhio sinistro in cambio dell'incolumità di Ken. |                   |         |
| 31 | Il risveglio di Ken 「カイオウ悪魔の選択！ 俺の全身には冷血が脈打つ!!」 - Kaiō akuma no sentaku! Ore no zenshin ni wa reiketsu ga myaku utsu!! – "Kaio, la decisione demoniaca! Io non ho cuore!" | 19 novembre 1987  |         |
| 31 | Kaio ordina a Kain di stanare Orca e Ken; il demonio riesce a trovarli ma mentre sta per ucciderli, Kenshiro si risveglia e travolge con la sua furia Kain e i suoi demoni. Appresa la notizia, temendo la possibile alleanza tra Ken e Hyo, Kaio uccide sua sorella Sayaka sotto gli occhi di Lynn. |                   |         |
| 32 | Desiderio di vendetta 「ケンシロウの挑戦状! オレには2度の敗北はない!!」 - Kenshirō no Chōsenjō! Ore ni wa nido no haiboku wa nai!! – "La furia del dio demone! Il demone battagliero Hyo!" | 26 novembre 1987  |         |
| 32 | Kaio convince Hyo che ad uccidere Sayaka sia stato Kenshiro, per costringerlo ad affrontare il fratello in uno scontro che ucciderà entrambi. Intanto Ken sconfigge Gyoko, un demone grasso che scorrazza su un treno senza binari. |                   |         |
| 33 | La rivelazione 「暴君ヒョウと悲しき側近! 誰が彼を止めるのか!!」 - Bōkun Hyō to nakashiki sokkin! Dare ga kare o tomeru no ka!! – "I due fratelli versano lacrime! Piange anche il maggiore!" | 3 dicembre 1987   |         |
| 33 | Ken incontra Nagato, braccio destro di Hyo; costui cerca di far desistere il suo capo dai propositi di vendetta contro il fratello ma il secondo demonio ormai pervaso dallo spirito satanico, lo elimina senza pietà. In seguito Orca rivela a Ken la verità su lui e Hyo. |                   |         |
| 34 | Duello fraterno 「骨肉の兄弟対決! もうヒョウの瞳に涙は帰らない!!」 - Nitsuniku no kyōdai taiketsu! Mō Hyō no hitomi ni namida wa kaeranai!! – "Scontro fra veri fratelli! Le lacrime non torneranno mai più negli occhi di Hyo!" | 10 dicembre 1987  |         |
| 34 | Dopo aver sconfitto un gruppo di demoni intenti a torturare gli abitanti di un villaggio, Ken e Orca giungono al palazzo Raseiden, luogo dove è nato l'Hokuto Ryuken, qui incontrano Hyo. Anche Yasha è presente; costui attacca il secondo demonio ma viene sopraffatto. Ora può cominciare lo scontro tra i due fratelli. |                   |         |
| 35 | Scontro crudele 「北斗存亡の危機! カイオウの魔の手が天帝にのびた!!」 - Hokuto sonbō no kiki! Kaiō no ma no te ga tentei ni nobita!! – "Hokuto rischia la sparizione! Le demoniache mani di Kaio si sono allungate sull'Imperatore!" | 17 dicembre 1987  |         |
| 35 | Mentre infuria la battaglia tra Kenshiro e Hyo, Kaio decide di smascherarsi e rivela a Lynn di essere il fratello maggiore di Raoul e Toki. Intanto nella lotta tra i due fratelli nessuno riesce a prevalere. |                   |         |
| 36 | Barlumi di memoria 「涙の兄弟再会！ ケンシロウ、俺はお前を待っていた!!」 - Namida no kyōdai saikai! Kenshirō, ore wa omae o matte ita!! – "Il nuovo incontro dei fratelli che hanno pianto! Kenshiro, ti aspettavo!" | 24 dicembre 1987  |         |
| 36 | Lo scontro tra Ken e Hyo sta per concludersi, ma quando il secondo demonio si lancia per l'attacco decisivo, Orca s'intromette e lo colpisce alle spalle: il ragazzo spiega ai due contendenti che se fossero morti entrambi nessuno avrebbe potuto più sconfiggere Kaio. Tuttavia Hyo dichiara che non avrebbe portato a termine il suo attacco in quanto ha riacquistato la memoria; e può così riabbracciare suo fratello Ken, conscio dell'inganno di Kaio riguardo alla morte di Sayaka. |                   |         |
| 37 | La statua 「シャチ愛の戦い! カイオウ、それを愚かと笑うのか!!」 - hachi ai no tatakai! Kaiō, sore wo oreo ka to warau no ka!! – "La battaglia di Orca per l'amore! Kaio, mi deriderai stupidamente?" | 7 gennaio 1988    |         |
| 37 | Hyo rivela a Ken che il "libro" che custodisce il colpo segreto di cui parlava Kaio si trova al palazzo Raseiden. Orca si reca sul posto con Leia, ma Kaio lo rintraccia e sta per ucciderlo quando la statua di una dea presente nel palazzo emette un sibilo che paralizza il primo demonio e rinvigorisce Orca. |                   |         |
| 38 | La morte di Ork 「愛の戦士シャチ死す! 友よ、愛こそすべてと知れ!!」 - Ai no senshi Shachi shisu! Tomo yo, ai koso subete to shire!! – "La morte di Orca, guerriero dell'amore! Amici, imparate cos'è l'amore!" | 14 gennaio 1988   |         |
| 38 | Orca, pur ferito mortalmente, riesce a respingere gli attacchi di Kaio grazie alla forza donatagli dalla statua e dagli spiriti dei maestri della scuola di Hokuto, così il demonio è costretto a ritirarsi. Si scopre che sotto la statua vi è una stele su cui vi è incisa la vita del fondatore della scuola di Hokuto e le contromosse per contrastare le tecniche dell'Hokuto Ryuken: il segreto è svelato. Ken giunge al palazzo e ne viene a conoscenza; Orca può così morire sereno sicuro della vittoria di Ken contro Kaio. |                   |         |
| 39 | Amore contro odio 「悲しき愛の犠牲者! これがカイオウ悪の原点だ!!」 - Kanashiki ai no giseisha! Kore ga Kaiō aku no genten da!! – "La vittima del triste amore! Questa è la causa principale della crudeltà di Kaio!" | 21 gennaio 1988   |         |
| 39 | Seppellito Orca, Ken viene informato da Yasha che Kaio lo sta aspettando in una palude vulcanica per lo scontro decisivo. Una volta giunto, il demonio gli rivela che sua madre perse la vita per salvare lui e Hyo da una casa in fiamme e quello fu l'episodio che lo convinse a scegliere la strada del male. Infine per far combattere Kenshiro senza distrazioni, colpisce Lynn in un punto segreto facendola svenire: al suo risveglio si innamorerà del primo uomo che si troverà di fronte. |                   |         |
| 40 | L'anello della morte 「カイオウ屈辱の歴史! 天はリンの運命もぬりかえる!!」 - Kaiō kustujoku no rekishi! Ten wa Rin no Unmei mo merikaeru!! – "Mantieni il giuramento con Kaio! Dichiarazione di morte per Kaio!" | 28 gennaio 1988   |         |
| 40 | Hyo ancora convalescente sta raccontando a Yasha i giorni dell'addestramento con Kaio sotto la guida del maestro Jukei, quando viene attaccato dal demone Zebra che spiega ai due il sortilegio fatto da Kaio a Lynn. Nel frattempo lo scontro tra Ken e il primo demonio prosegue senza sosta. |                   |         |
| 41 | I due cugini 「最終章 残り3回! これが北斗宗家2000年の血の歴史!!」 - Sashūshō nokori san kai! Kore ga Hokuto Sōke Nisennen no chi no wakishi!! – "Il segreto del segno delle sette stelle! Kaio, anche tu sei orgoglioso!" | 4 febbraio 1988   |         |
| 41 | Kaio conduce Ken in una grotta sotterranea che sprigiona gas letali ma il maestro di Hokuto riesce miracolosamente a tornare in superficie. Nel frattempo Hyo salva Lynn appena prima che la ragazza venga risvegliata dal demone Samoto. Infine si scopre che i fondatori delle scuole Hokuto Shinken e Hokuto Ryuken erano cugini. |                   |         |
| 42 | Il ritorno di Bart 「最終話 序章! リンの運命を握る第3の男が現れた!!」 - Saishūwa joshu! Rin no unmei o nigiru daisan no otoko ga arawareta!! – "Prologo alla fine! Appare il terzo uomo che può disporre a suo piacimento del destino di Lynn!" | 11 febbraio 1988  |         |
| 42 | Ken prende il sopravvento su Kaio che non sembra più in grado di contrastare il nemico. Altrove Hyo e Yasha stremati si trovano costretti ad affrontare gli ultimi demoni rimasti: Yasha muore sul campo mentre Hyo viene salvato da Bart appena giunto sull'isola con l'armata di Hokuto. |                   |         |
| 43 | Addio, Ken 「さらば ケンシロウ!! さらば 北斗神拳!!」 - Saraba Kenshirō! Saraba Hokuto Shinken! – "Addio Kenshiro! Addio Divina Scuola di Hokuto!" | 18 febbraio 1988  |         |
| 43 | Kaio usa il suo colpo migliore per cercare di sconfiggere Ken, ma anche questo si dimostra inefficace: si lancia così in un ultimo assalto ma viene definitivamente atterrato. Intanto l'armata di Hokuto giunge sul posto e Kaio chiede a Hyo (in fin di vita) di dargli il colpo di grazia. Tuttavia il fratello di Ken decide di perdonarlo e prima di spirare incolpa se stesso per il cammino intrapreso dal primo demonio. Kaio ormai pentito decide di morire insieme a Hyo facendosi travolgere dalla lava del vulcano. In conclusione Ken lascia Lynn alle cure di Bart e parte in sella a Re Nero ricordando tutti gli avversari incontrati durante il suo cammino.                                                                            |                   |         |